# 越南共产党第十一次全国代表大会
越南共产党第十一次全国代表大会（越南语：／）是越南共产党于2011年1月12日－1月19日在越南首都河内召开的全国代表大会。本次大会将选举产生新一届中央委员会，然后选出包括越共中央总书记、越共中央政治局、越共中央书记处、越共中央军事党委等在内的越南共产党新一届领导层 。此外还将确定从2011年到2020年这10年间的越南经济社会发展战略。